# شاهزاده موری‌یوشی
شاهزاده موری‌یوشی یا شاهزاده موری‌ناگا (به ژاپنی: 護良親王, Moriyoshi Shinnō)؛ 1308 – ۱۲ اوت ۱۳۳۵) پسر امپراتور گودایگو (نودوششمین امپراتور تولد ۱۲۸۸ – مرگ ۱۳۳۹)، سامورایی، شاهزاده و راهب ژاپنی بود.
او پسر امپراتور امپراتور گودایگو و همسر غیراصلی‌اش (سوکوشیتسو) میناموتو نو چیکاکو بود.
موری‌یوشی توسط پدرش به عنوان رهبر معبد معبد انریاکو در کوه هیئی منصوب شد.
گو-دایگو در سال ۱۳۳۱ در جریان جنگ گنکو (ژاپن) تلاش کرد تا قدرت را به دست گیرد. شاهزاده موری‌یوشی به کوسونوکی ماساشیگه پیوست. موری‌یوشی با سرسختی از نبرد کوه یوشینو دفاع کرد. قهرمانی‌های ماساشیگه در دفاع از قلعه چیهایا، همراه با تلاش‌های موری‌یوشی برای جمع‌آوری نیروها، تعداد زیادی از جنگجویان را برای نبرد با شوگون‌سالاری به همراه آورد. تا سال ۱۳۳۳، جنگ‌سالاران رقیب آشیکاگا تاکائوجی و نیتا یوشیسادا هر دو به این نبرد پیوستند. یوشی‌سادا در همان سال کاماکورا را محاصره کرد. هنگامی که شهر سرانجام سقوط کرد، نایب‌السلطنه هوجو تاکاتوکی به معبد توشو-جی گریخت، جایی که او و تمام خانواده‌اش خودکشی کردند. این نشان دهنده پایان قدرت خاندان هوجو بود.: ۱۷۳–۱۷۴, ۱۸۰–۱۸۱ 
گو-دایگو با بازگشت به تاج و تخت، تجدید حیات کنمو را آغاز کرد. او پس از خودداری از انتصاب آشیکاگا تاکائوجی به سمت «شوگون»، گو-دایگو این عنوان را به شاهزاده موری‌یوشی (موری‌ناگا) داد. گو-دایگو پس از آن مرتکب اشتباه مضاعف شد و این عنوان را به پسرانش شاهزاده مونه‌ناگا و شاهزاده ناریناگا، دو غیرنظامی، داد و در نتیجه تاکائوجی و طبقه جنگجو را از خود دور کرد زیرا احساس می‌کردند یک مرد سامورایی و از نوادگان خاندان میناموتو باید «شوگون» باشد.
تاکائوجی پس از شایعاتی که رواج‌ و منبع آن به همسر اصلی امپراتور گو-دایگو، فوجیوارا نو کیشی نسبت داده شده، موری‌یوشی را در یوشینو «با حکم امپراتوری» دستگیر کرد، مبنی بر اینکه او در حال تدارک حمله است. موری‌یوشی سپس نزد برادر تاکائوجی آشیکاگا تادایوشی در کاماکورا فرستاده شد. تادایوشی در سال ۱۳۳۵ میلادی موری‌یوشی را سر برید.: ۳۴ 
شاهدخت هیناتورو همسر موری‌ناگا و رعیت او سر شاهزاده موریناگا را به یاماناشی بردند. سر موریناگا در پایه درخت کاتسورا در کوه فوجی - سیمومیا - اومورو - سنگن - معبد دفن شد.
یک معبد شینتو، کاماکورا-گو، در اطراف غاری که شاهزاده موری‌یوشی در آن زندانی بود، ساخته شد. در سال ۱۸۶۹ توسط امپراتور میجی به او تقدیم شد.